# Liberal Fascism
Liberal Fascism: The Secret History of the American Left, From Mussolini to the Politics of Meaning é um livro do escritor conservador Jonah Goldberg, sobre as origens e a natureza dos movimentos fascistas. Publicado em janeiro de 2008, alcançou o #1 lugar na lista do New York Times dos livros de não-ficção  mais vendidos nos Estados Unidos, em sua sétima semana na lista.

## Resumo do conteúdo
No livro, Goldberg afirma que os movimentos fascistas foram e são  da esquerda política. Ele afirma que tanto o liberalismo moderno e o fascismo se originaram do progressismo, e que antes da Segunda Guerra Mundial "o fascismo era amplamente visto como um movimento social progressista, com muitos adeptos liberais e de esquerda na Europa e nos Estados Unidos".
Goldberg escreveu que havia mais no fascismo do que intolerância e genocídio, e argumenta que essas características não eram tanto uma característica do fascismo italiano, mas sim do nazismo alemão, e que teria sido forçada aos fascistas italianos após os nazistas invadiram o norte da Itália e criarem o governo fantoche em Salò.
Ele argumenta que, ao longo do tempo, o termo fascismo perdeu o seu significado original e tornou-se semelhante ao significado da palavra moderna para 'herege', que marca um indivíduo digno de excomunhão do corpo político, lembrando que em 1946, o escritor socialista e antifascista George Orwell descreveu a palavra como já não ter qualquer significado, exceto para significar algo não desejável.

## Origem do título e capa
Goldberg disse em entrevistas que o título Liberal Fascism foi tirado de um discurso de 1932 pioneiro de ficção científica e socialista H. G. Wells em Oxford.